# Croton argyroglossus
Espèce
Croton argyroglossus est une espèce de plantes à fleurs du genre Croton et de la famille des Euphorbiaceae, présente au Brésil (du Ceará au Minas Gerais).